# 泰伯庙
泰伯庙，又名至德祠、让王庙，位于中华人民共和国江苏省无锡市新吴区梅村街道的伯渎河畔。

## 沿革
为纪念周太王长子泰伯而建。他因让位，与弟仲雍避居江南，在梅里建勾吴国，并筑“泰伯城”，是吴文化的发源地之一。东汉桓帝永兴二年（154年），令吴郡太守糜豹在泰伯故宅立庙。明弘治十一年重建大殿，现存的泰伯庙为明清建筑，前有单孔拱形石桥，名为“香花桥”。桥北立花岗岩石牌坊，镌有“至德名邦”。石坛北为棂星门，刻有云龙、仙鹤雕饰。1983年，当地政府对泰伯庙进行整修时，塑泰伯像尊，身高4.5米。两厢塑泰伯、仲雍后裔共二十八尊塑像。1987年，陆定一和赵朴初分别题写“泰伯庙”和“至德高风”额。
1999年，锡山市筹资1500万元，修建附近主体工程，至年底完成。2006年5月25日，中华人民共和国国务院公布泰伯庙与泰伯墓为全国重点文物保护单位。

## 仪式
泰伯庙也是当地群众的重要祭祀场所，每年农历正月初九泰伯诞辰日，四周百姓都会来庙内烧香祈福。泰伯庙会，2007年被无锡市人民政府列为市级非物质文化遗产。2009年，被列为江苏省非物质文化遗产。世界吴氏宗亲会每两年一次来到梅村，举行大型祭祖活动。2011年4月，中国(无锡)吴文化节期间，为祭祀吴地人文始祖泰伯，无锡鸿山吴文化广场举行泰伯铜像揭幕仪式。

## 图库

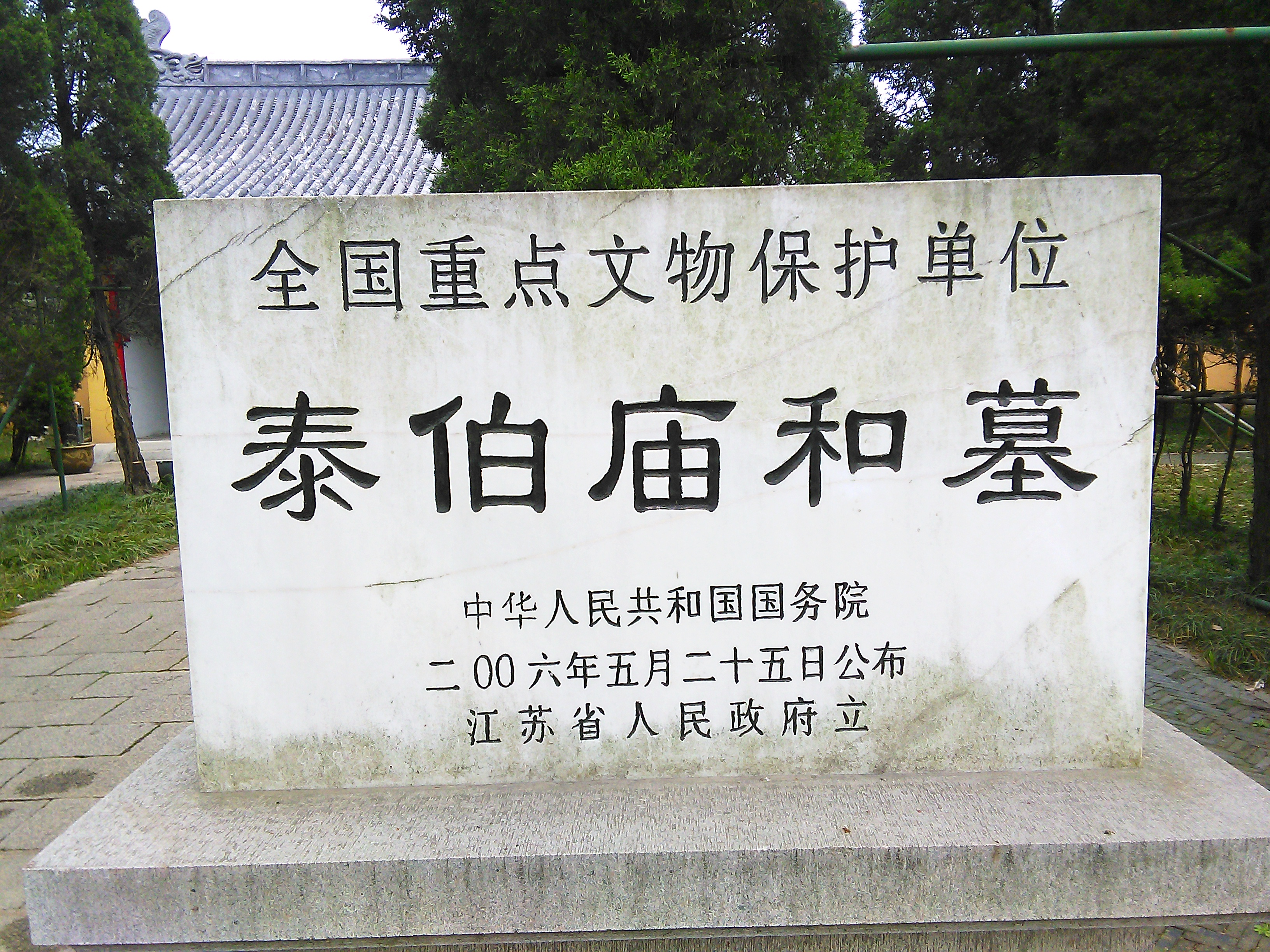
泰伯庙和墓的全国重点文物保护单位标牌
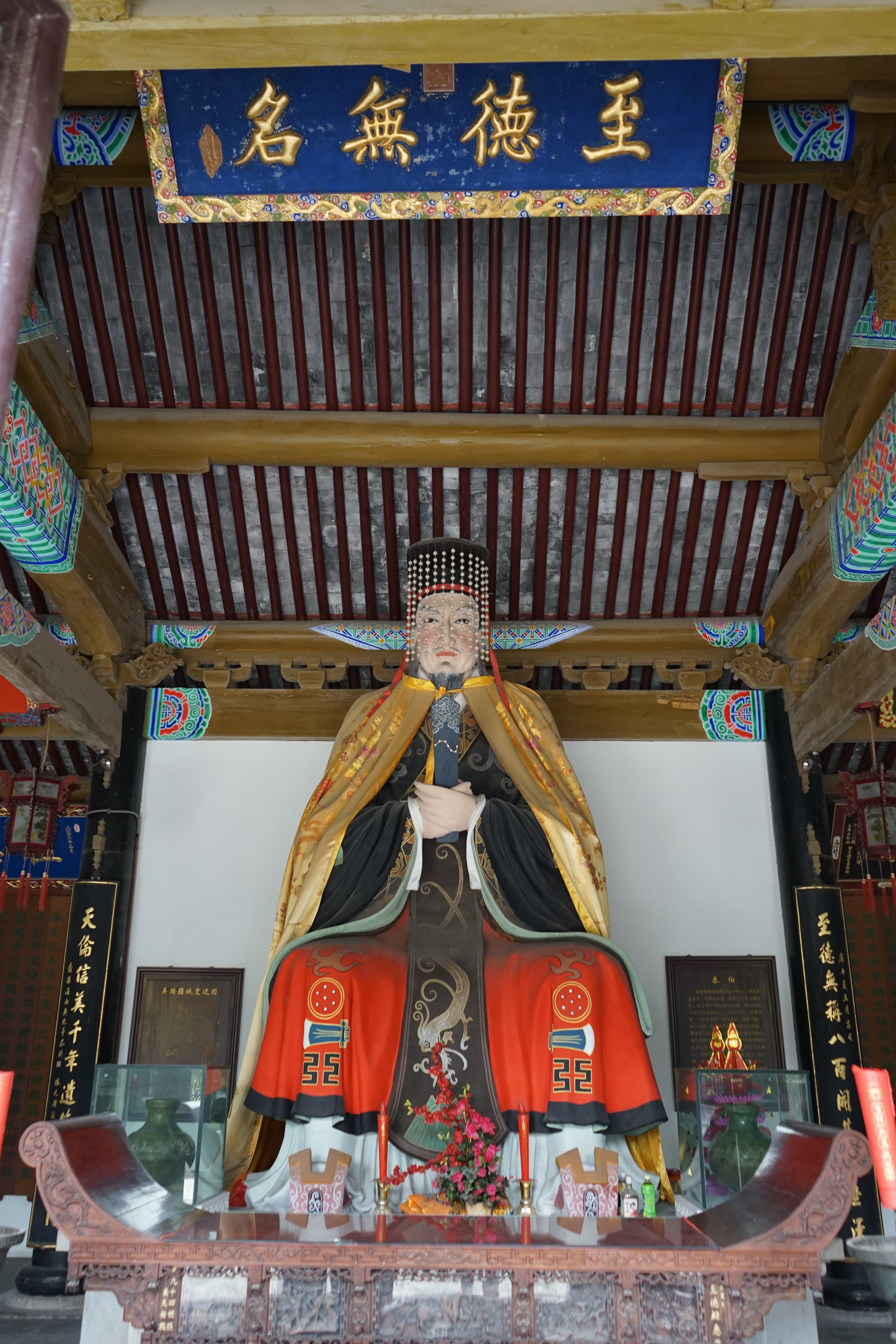
泰伯庙祭祀的泰伯
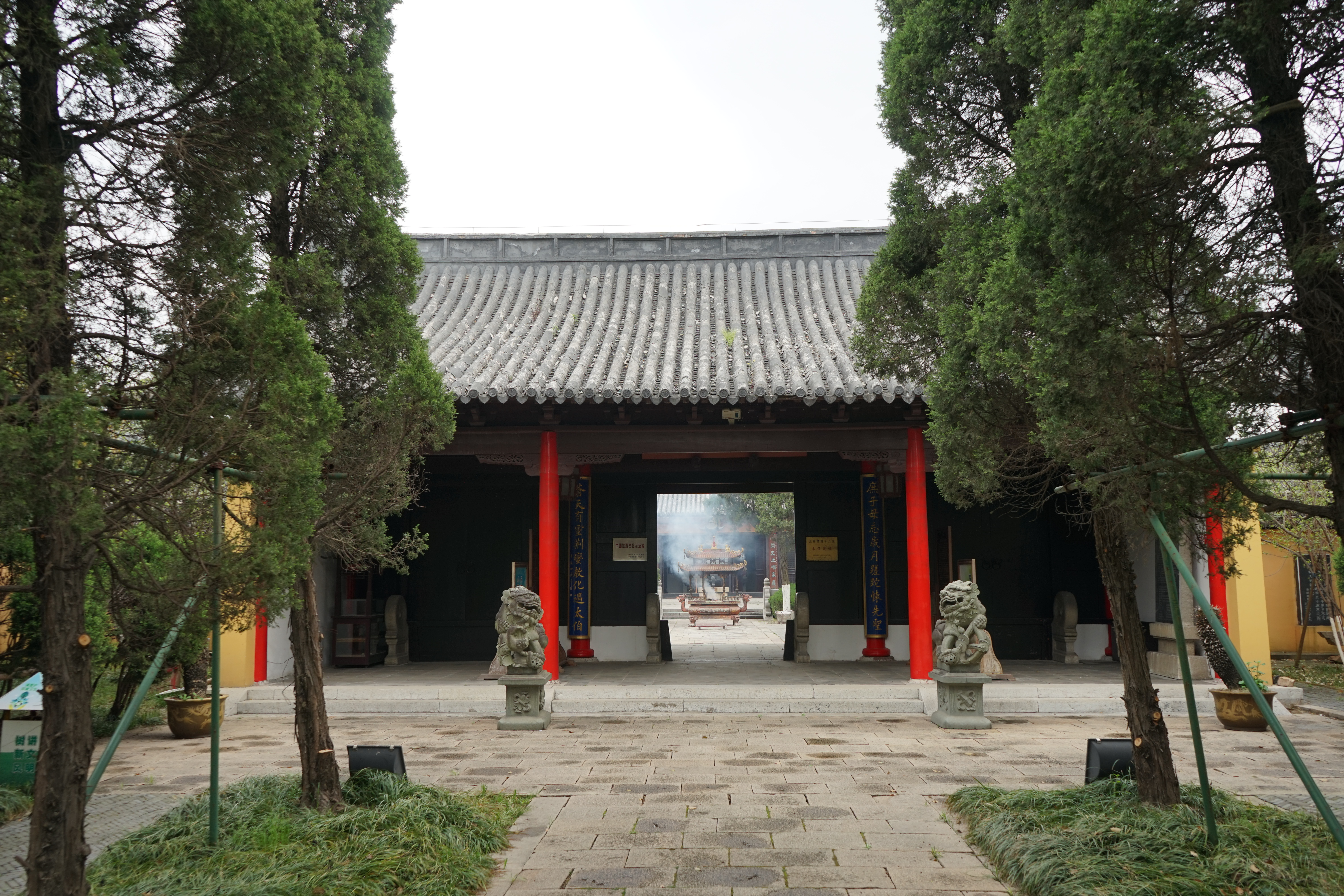
泰伯庙入口
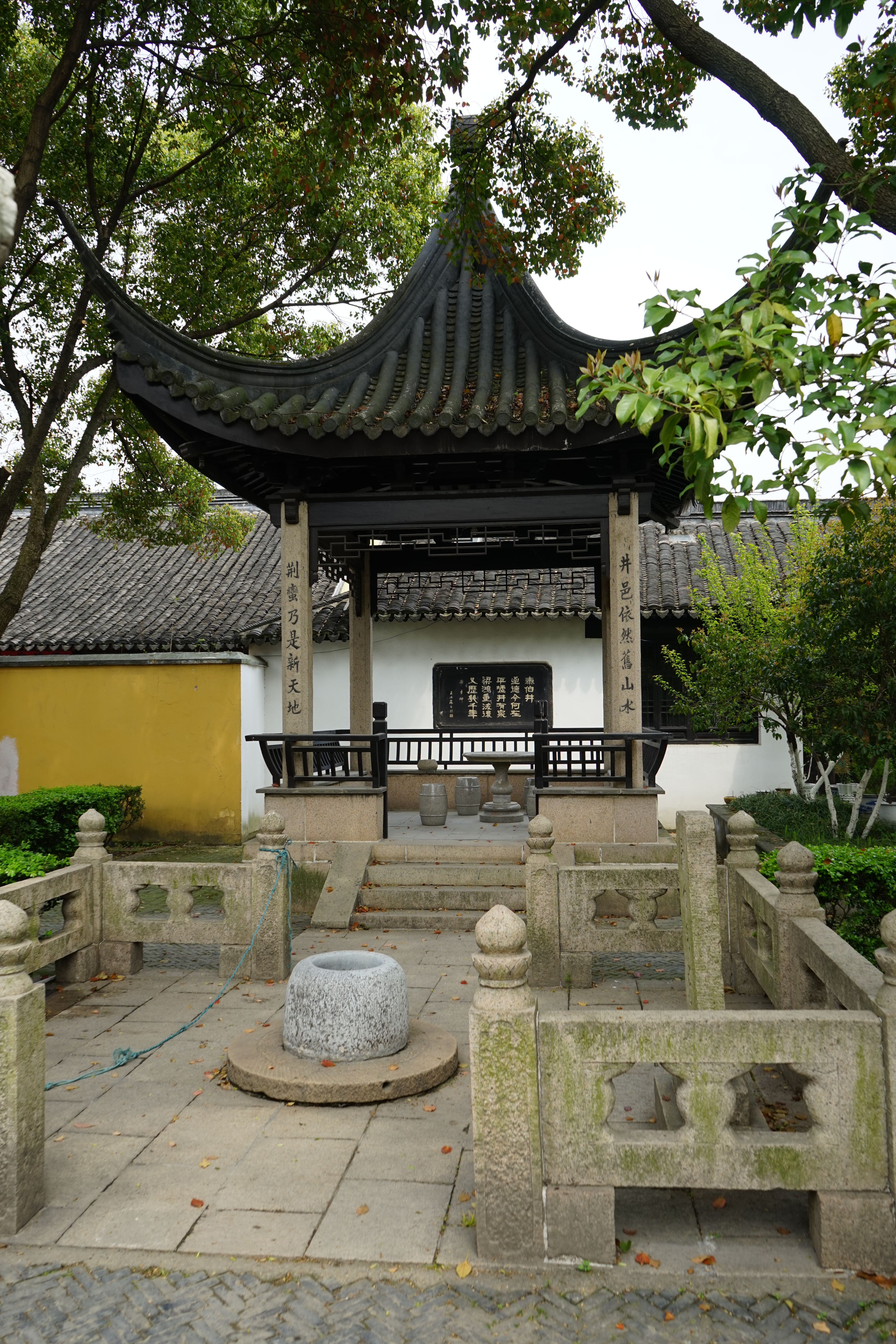
泰伯庙中的古井
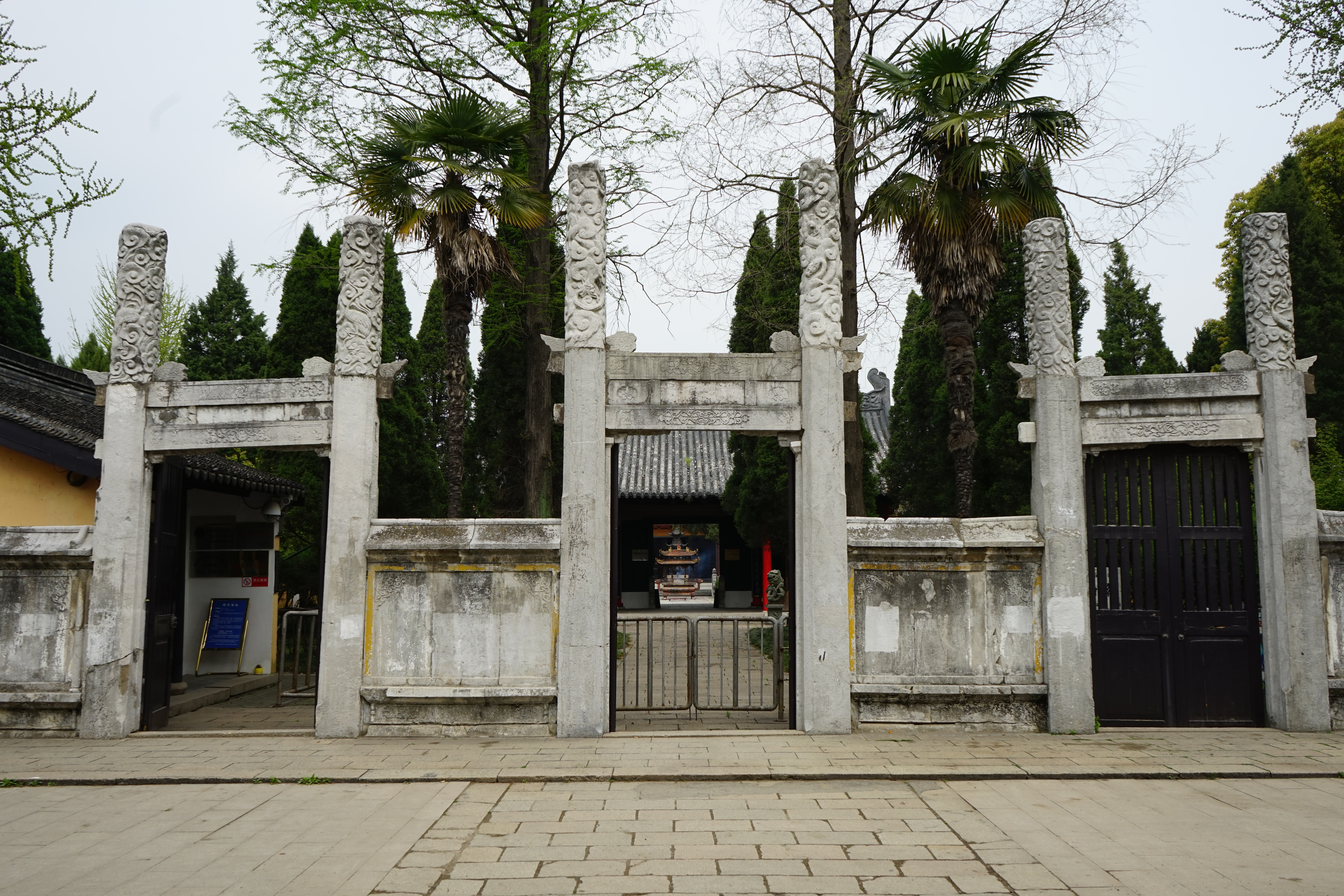
泰伯庙
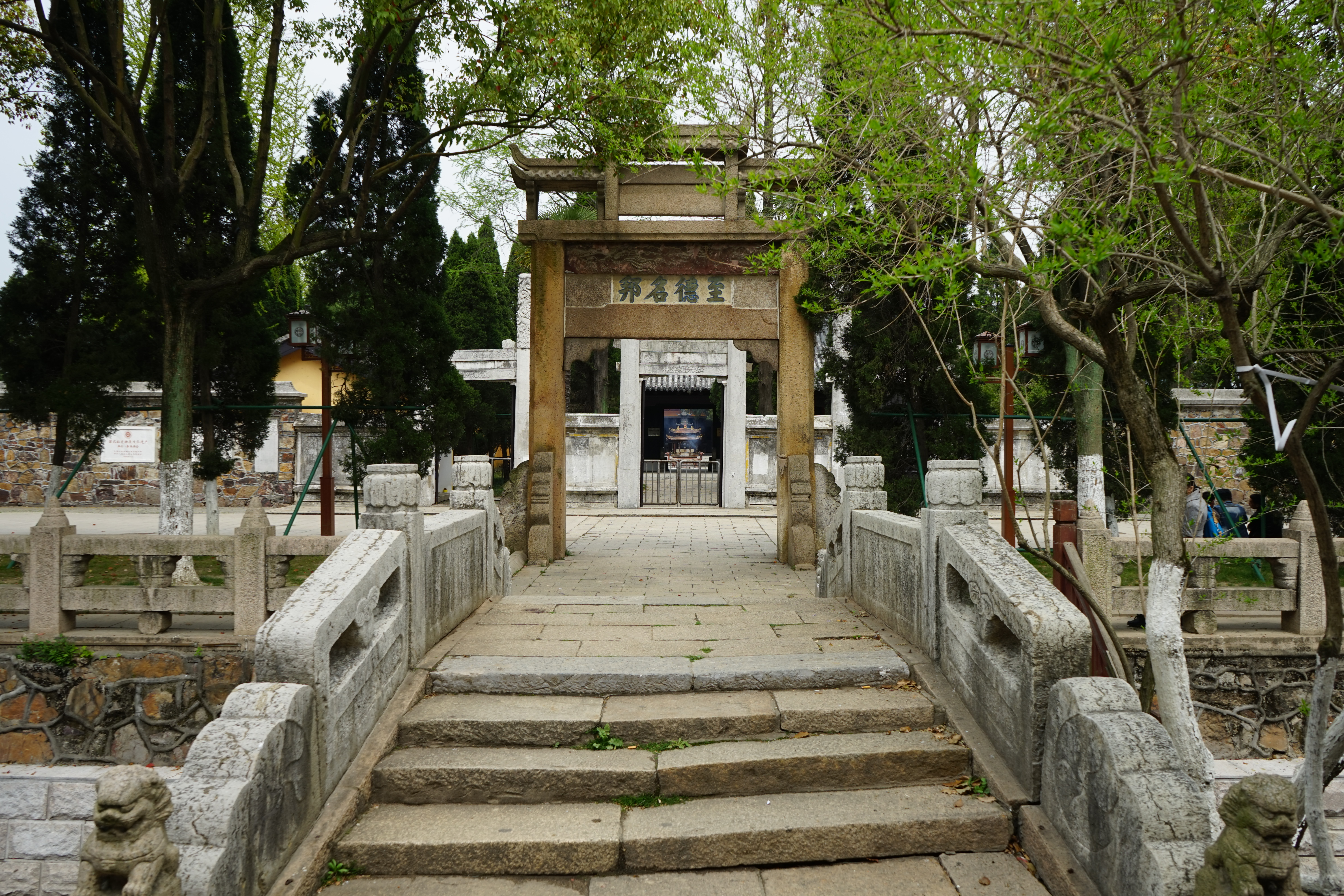
泰伯庙中的拱门
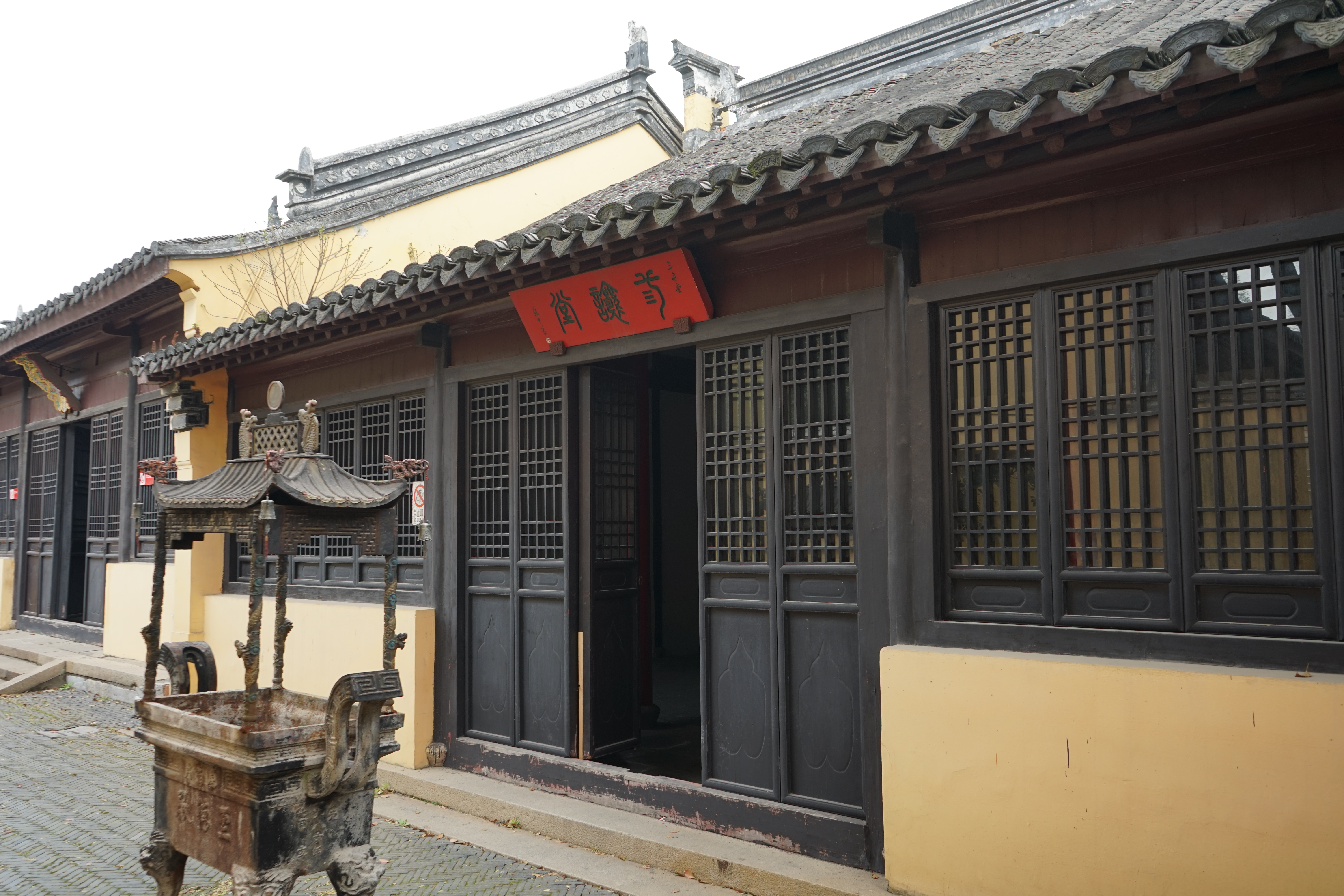
泰伯庙
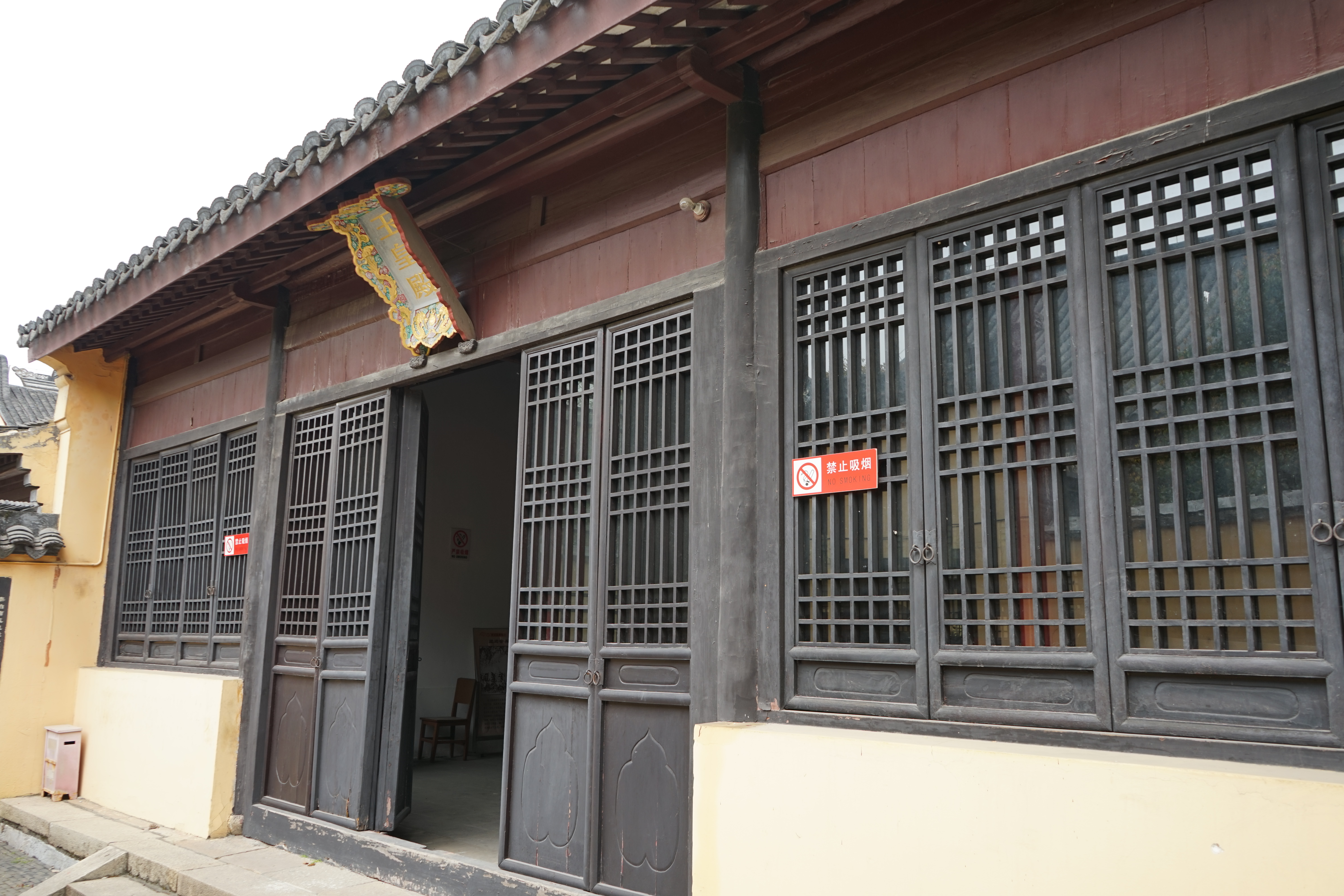
泰伯庙
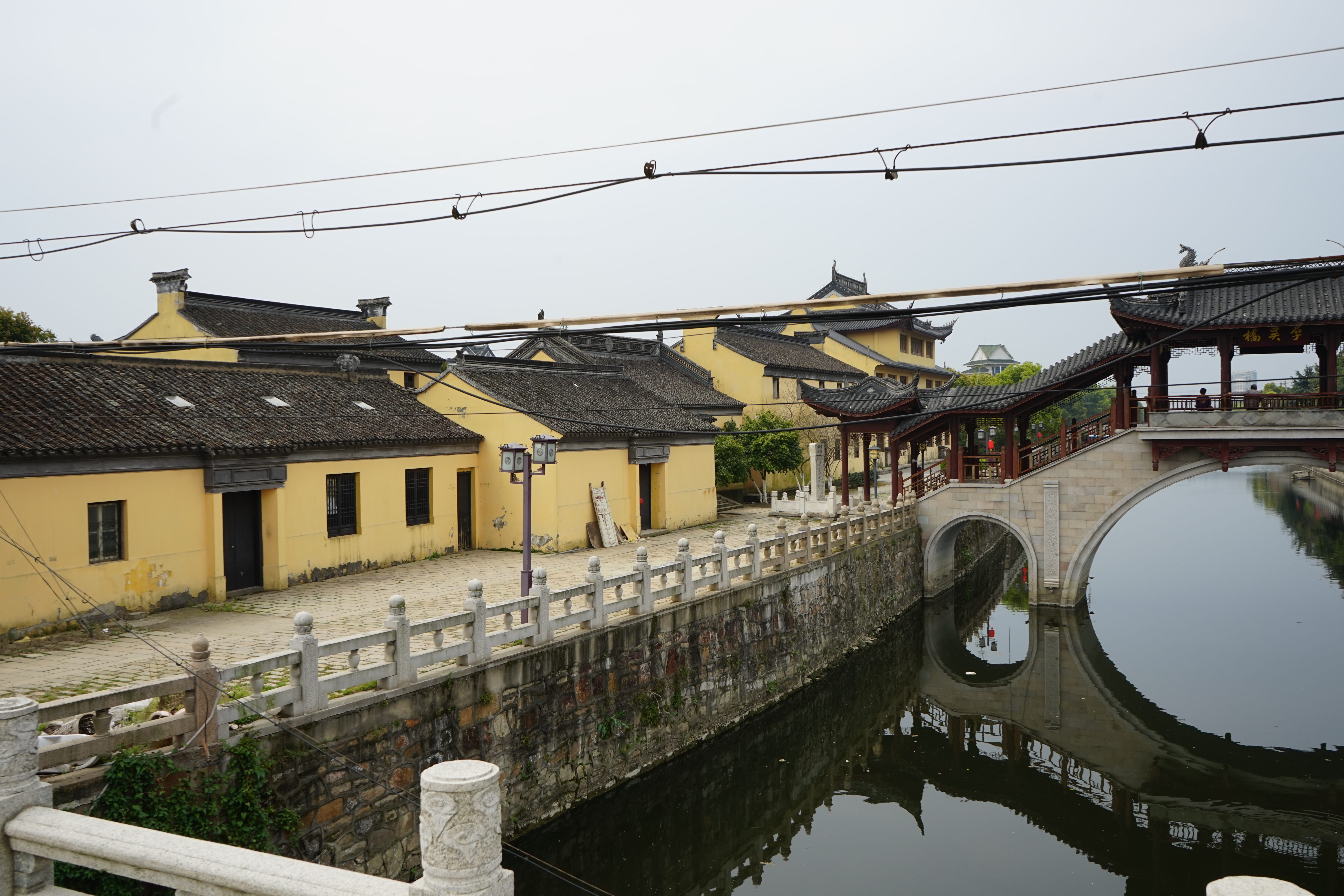
泰伯庙附近的河流